# Facundo Gattas
Pas d'image ? Cliquez ici

a Compétitions nationales et continentales officielles uniquement.

b Matchs officiels uniquement.
Dernière mise à jour le 27 février 2023.
Facundo Gattas, né le 2 juillet 1995 à Punta del Este (Uruguay), est un joueur international uruguayen de rugby à XV évoluant au poste de pilier aux Old Glory DC en Major League Rugby.

## Carrière

### En club
Facundo Gattas commence le rugby avec le Lobos RC, le club de rugby de sa ville natale de  Punta del Este. En 2015, il est intégré à la sélection uruguayenne qui participe à la deuxième division du Campeonato Argentino de Mayores. Quelques mois plus tard, il a l'occasion de débuter dans un match international, faisant partie du groupe uruguayen disputant l'Americas Rugby Championship. Il va dès lors devenir un international régulier. En 2018, il part en Argentine et rejoint l'Hindú Club. En 2019, il fait partie de l'équipe d'Uruguay qui dispute la coupe du monde. Lors de la compétition, il écope d'un carton rouge face à la Géorgie à la suite d'un contact à la tête lors d'un placage à l'épaule.
En 2021, il retourne en Uruguay et rejoint le Peñarol Rugby pour disputer la Súper Liga Americana de Rugby. Après la saison, il retourne au sein de l'Hindú Club, et ne revient pas à Peñarol pour la saison 2022. Il part alors en Major League Rugby et rejoint le Old Glory DC. Il se blesse lors de sa seconde rencontre sous ses nouvelles couleurs, et rentre ensuite en Argentine poursuivre ses études. Il y porte alors de nouveau les couleurs d'Hindú. En 2023, il se réengage avec Old Glory DC.